# Église Notre-Dame-de-l'Arche-d'Alliance d'Abou Gosh
Pour les articles homonymes, voir Église Notre-Dame-de-l'Arche-d'Alliance.
Ne doit pas être confondue avec l'abbaye Sainte-Marie-de-la-Résurrection d'Abou Gosh et son église des Croisés.
L'église Notre-Dame-de-l'Arche-d'Alliance (en hébreu : כנסיית גבירתנו של ארון הברית) est une église catholique située à l'extrémité nord-ouest de la ville d'Abou Gosh dans le centre d'Israël.
Église moderne datant du XXe siècle, elle a été construite à l'emplacement d'une précédente église byzantine du Ve siècle. Elle a été fondée par sœur Joséphine de Jérusalem, religieuse des Sœurs de Saint-Joseph-de-l'Apparition, avec le mécénat du comte Marie Paul Amédée de Piellat qui a financé plusieurs autres projets de communautés catholiques françaises en Terre sainte, et qui a mené des fouilles sur ce site.
Le lieu où l'église a été bâtie serait celui où l'Arche d'alliance a reposé pendant vingt ans, jusqu'à ce que le roi David prenne Jérusalem et y transfert l'Arche. L'église serait donc située sur le lieu biblique de Kiryat Yéarim.

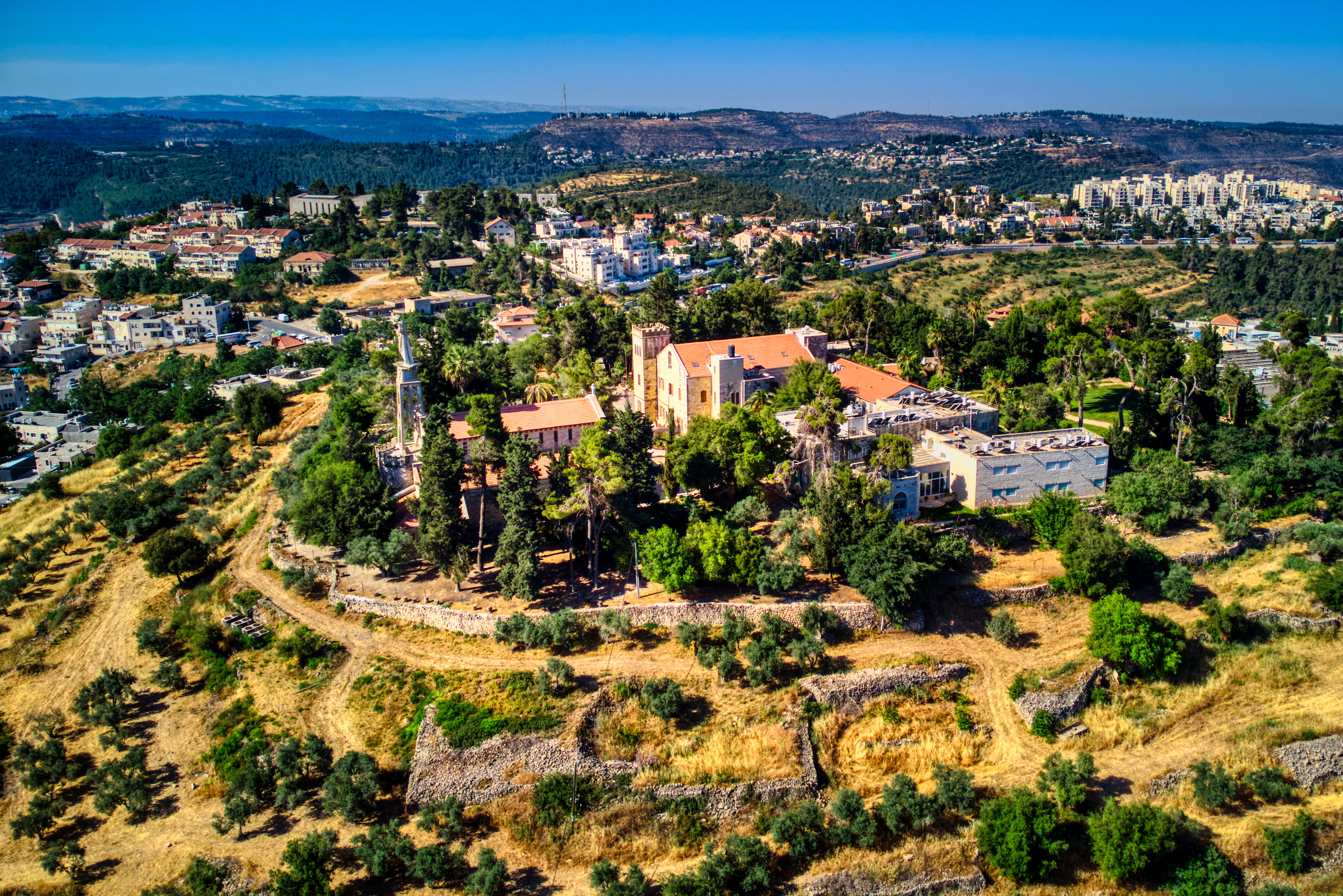
L'église Notre-Dame-de-l'Arche-d'Alliance.